# Championnat de Belgique masculin de basket-ball 2020-2021
Navigation
2019-2020 BeNeLeague
La saison 2020-2021 d'EuroMillions Basketball League est la dernière édition du championnat de Belgique masculin de basket-ball. Elle oppose les dix meilleures équipes de Belgique au cours d'une saison régulière, puis des playoffs qui désignent le champion de Belgique.

## Formule

### Saison régulière
La saison régulière est prévue en deux phases mais les reports liés à la pandémie de Covid-19 en Belgique ont bouleversé l'ordre des rencontres et les deux phases sont entremêlées.
Pour la première phase, les équipes sont réparties en deux groupes de cinq selon leur classement de la saison précédente. Le groupe A contient les équipes qui ont terminé la saison précédente à un rang impair (1er, 3e, 5e, 7e et 9e) et le groupe B rassemble celles de rang pair (2e, 4e, 6e, 8e et 10e). Les équipes de chaque groupe s'affrontent en aller-retour. Chaque équipe dispute ainsi huit rencontres dans la première phase.
Pour la seconde phase, les dix équipes se réunissent dans un seul groupe et conservent leurs points de la première phase. Chaque équipe s'affronte en aller-retour sur un total de 18 rencontres par équipe. À l'issue de la saison régulière, chaque équipe aura disputée 26 rencontres.

### Playoffs
À l'issue de la saison régulière d'EuroMillions Basketball League les 8 meilleures équipes se qualifient pour les playoffs qui se déroulent selon un tableau prédéfini.
Les quarts de finales opposent le premier au huitième (match 1), le deuxième au septième (match 2), le troisième au sixième (match 3) et le quatrième au cinquième (match 4). Ils sont joués en aller, retour et match d'appui si chaque équipe a gagné un match.
Les demi-finales se disputent selon le même format. Le vainqueur du match 1 affronte le vainqueur du match 4 et le vainqueur du match 2 celui du match 3.
Enfin, la finale prend la forme d'une série au meilleur des 5 rencontres. La première équipe à trois victoires est donc sacrée championne de Belgique.

## Clubs participants

### Clubs engagés
| \| Alost Anvers Charleroi Liège Louvain Mons Ostende Bruxelles Malines Hasselt \| Géolocalisation des clubs du championnat de Belgique |
| Alost Anvers Charleroi Liège Louvain Mons Ostende Bruxelles Malines Hasselt                                                            |

| Club                        | Classement 2019-2020 | Entraîneur        | Ville     |
| --------------------------- | -------------------- | ----------------- | --------- |
| Filou Oostende              | 1                    | Dario Gjergja     | Ostende   |
| Belfius Mons-Hainaut        | 2                    | Vedran Bosnić     | Mons      |
| Telenet Giants Antwerp      | 3                    | Christophe Beghin | Anvers    |
| Limbourg United             | 4                    | Sacha Massot      | Hasselt   |
| Spirou Basket               | 5                    | Sam Rotsaert      | Charleroi |
| Stella Artois Leuven Bears  | 6                    | Eddy Casteels     | Louvain   |
| Kangoeroes Basket Mechelen  | 7                    | Paul Vervaeck     | Malines   |
| Okapi Aalst                 | 8                    | Yves Defraigne    | Alost     |
| Phoenix Brussels Basketball | 9                    | Ian Hanavan       | Bruxelles |
| VOO Liège Basket            | 10                   | Lionel Bosco      | Liège     |

### Changements d'entraîneur
| Club                        | Entraîneur(s) partant(s) | Motif du départ            | Date de départ | Position   | Entraîneur(s) arrivant(s) | Date d'arrivée | Ref   |
| --------------------------- | ------------------------ | -------------------------- | -------------- | ---------- | ------------------------- | -------------- | ----- |
| Phoenix Brussels Basketball | Serge Crèvecoeur         | Fin de contrat             | mars 2020      | Pré-saison | Ian Hanavan               | 13 mars 2020   | [ 1 ] |
| Limbourg United             | Brian Lynch              | Retrait temporaire         | mars 2020      | Pré-saison | Sacha Massot              | 25 mars 2020   | [ 2 ] |
| VOO Liège Basket            | Sacha Massot             | Contrat dans un autre club | 25 mars 2020   | Pré-saison | Lionel Bosco              | 25 mars 2020   | [ 2 ] |

### Salles
| Alost            | Anvers           | Bruxelles                               | Charleroi        | Hasselt            |
| ---------------- | ---------------- | --------------------------------------- | ---------------- | ------------------ |
| 't Forum         | Lotto Arena      | Complexe sportif de Neder-Over-Heembeek | Dôme             | Sporthal Alverberg |
| Capacité : 2 800 | Capacité : 5 218 | Capacité : 1 200                        | Capacité : 6 300 | Capacité : 1 730   |
|                  |                  |                                         |                  |                    |
| Liège            | Louvain          | Malines                                 | Mons             | Ostende            |
| Country Hall     | SportOase        | Sporthal Winketkaai                     | mons.arena       | Versluys Dôme      |
| Capacité : 5 500 | Capacité : 3 500 | Capacité : 1 000                        | Capacité : 3 700 | Capacité : 5 000   |
|                  |                  |                                         |                  |                    |

## Saison régulière

### Classements

#### Général
| Rang | Équipe                      | %   | J  | G  | P  | Pp   | Pc   | GA   |
| ---- | --------------------------- | --- | -- | -- | -- | ---- | ---- | ---- |
| 1    | Filou Oostende T            | 80% | 26 | 21 | 5  | 1453 | 1228 | 225  |
| 2    | Belfius Mons-Hainaut        | 80% | 26 | 21 | 5  | 1342 | 1274 | 68   |
| 3    | Telenet Giants Antwerp C    | 65% | 26 | 17 | 9  | 1551 | 1424 | 127  |
| 4    | Okapi Aalst                 | 61% | 26 | 16 | 10 | 1563 | 1345 | 218  |
| 5    | Limbourg United             | 53% | 26 | 14 | 12 | 1403 | 1375 | 28   |
| 6    | Stella Artois Leuven Bears  | 46% | 26 | 12 | 14 | 1404 | 1394 | 10   |
| 7    | Kangoeroes Basket Mechelen  | 38% | 26 | 10 | 16 | 1378 | 1409 | -31  |
| 8    | Spirou Basket               | 34% | 26 | 9  | 17 | 1318 | 1453 | -135 |
| 9    | VOO Liège Basket            | 23% | 26 | 6  | 20 | 1275 | 1520 | -245 |
| 10   | Phoenix Brussels Basketball | 15% | 26 | 4  | 22 | 1313 | 1578 | -265 |

| Légende                                         |   |
| - Qualification pour les playoffs               |   |
| T : Tenant du titre                             |   |
| C : Vainqueur de la Coupe de Belgique 2019-2020 | 0 |

#### Première phase
| Rang | Équipe                      | %    | J | G | P | Pp  | Pc  | GA  |
| ---- | --------------------------- | ---- | - | - | - | --- | --- | --- |
| 1    | Filou Oostende              | 100% | 8 | 8 | 0 | 706 | 558 | 148 |
| 2    | Telenet Giants Antwerp      | 75%  | 8 | 6 | 2 | 634 | 592 | 42  |
| 3    | Spirou Basket               | 25%  | 8 | 2 | 6 | 619 | 661 | -42 |
| 4    | Phoenix Brussels Basketball | 25%  | 8 | 2 | 6 | 618 | 670 | -52 |
| 5    | Kangoeroes Basket Mechelen  | 25%  | 8 | 2 | 6 | 579 | 676 | -97 |

| Rang | Équipe                     | %   | J | G | P | Pp  | Pc  | GA  |
| ---- | -------------------------- | --- | - | - | - | --- | --- | --- |
| 1    | Belfius Mons-Hainaut       | 87% | 8 | 7 | 1 | 599 | 557 | 42  |
| 2    | Limbourg United            | 75% | 8 | 6 | 2 | 625 | 574 | 51  |
| 3    | Okapi Aalst                | 37% | 8 | 3 | 5 | 598 | 568 | 30  |
| 4    | VOO Liège Basket           | 25% | 8 | 2 | 6 | 578 | 631 | -53 |
| 5    | Stella Artois Leuven Bears | 25% | 8 | 2 | 6 | 564 | 625 | -61 |

### Matches
Les reports liés à la pandémie de Covid-19 en Belgique ont bouleversé l'ordre des rencontres et les deux phases sont entremêlées.

#### Première phase
| Résultats (dom.\ext.)                                              | ANT   | BRU   | CHA   | MEC   | OOS    |
| Telenet Giants Antwerp                                             |       | 84-59 | 82-79 | 84-72 | 74-78  |
| Phoenix Brussels Basketball                                        | 86-91 |       | 83-77 | 83-84 | 62-83  |
| Spirou Basket                                                      | 65-78 | 86-80 |       | 71-76 | 73-94  |
| Kangoeroes B. Mechelen                                             | 74-77 | 63-83 | 74-89 |       | 73-104 |
| Filou Oostende                                                     | 79-64 | 89-70 | 94-79 | 85-63 |        |
| - Victoire à domicile - Victoire à l'extérieur - Match non disputé |       |       |       |       |        |

| Résultats (dom.\ext.)                                              | AAL   | LEU   | LIE   | LIM   | MON   |
| Okapi Aalst                                                        |       | 71-76 | 91-80 | 88-70 | 73-78 |
| Stella Artois Leuven Bears                                         | 59-81 |       | 80-85 | 73-75 | 73-84 |
| VOO Liège Basket                                                   | 54-48 | 78-82 |       | 82-90 | 65-72 |
| Limbourg United                                                    | 81-76 | 86-62 | 85-55 |       | 70-68 |
| Belfius Mons-Hainaut                                               | 79-70 | 65-59 | 83-79 | 70-68 |       |
| - Victoire à domicile - Victoire à l'extérieur - Match non disputé |       |       |       |       |       |

#### Seconde phase
| Résultats (dom.\ext.)                                              | AAL   | ANT    | BRU    | CHA   | LEU   | LIE    | LIM    | MEC   | MON   | OOS   |
| Okapi Aalst                                                        |       | 95-111 | 107-84 | 86-63 | 93-70 | 106-79 | 83-50  | 88-67 | 78-82 | 71-68 |
| Telenet Giants Antwerp                                             | 99-90 |        | 112-69 | 74-77 | 93-84 | 100-68 | 102-88 | 75-73 | 61-69 | 86-82 |
| Phoenix Brussels Basketball                                        | 78-87 | 64-96  |        | 71-65 | 88-98 | 72-88  | 67-88  | 69-72 | 76-82 | 58-90 |
| Spirou Basket                                                      | 75-70 | 78-83  | 92-86  |       | 70-65 | 82-72  | 94-90  | 78-94 | 55-78 | 60-76 |
| Stella Artois Leuven Bears                                         | 69-96 | 83-76  | 81-65  | 90-83 |       | 90-91  | 79-68  | 87-89 | 81-70 | 77-72 |
| VOO Liège Basket                                                   | 68-94 | 74-89  | 68-93  | 65-80 | 61-88 |        | 69-66  | 80-82 | 68-70 | 58-87 |
| Limbourg United                                                    | 79-87 | 80-74  | 87-62  | 85-55 | 72-78 | 89-63  |        | 94-77 | 63-72 | 74-86 |
| Kangoeroes B. Mechelen                                             | 67-86 | 76-60  | 109-82 | 86-69 | 79-60 | 71-77  | 66-89  |       | 70-77 | 74-77 |
| Belfius Mons-Hainaut                                               | 72-70 | 86-80  | 78-71  | 94-82 | 63-69 | 69-56  | 75-78  | 67-56 |       | 63-88 |
| Filou Oostende                                                     | 64-76 | 88-80  | 78-58  | 88-60 | 65-55 | 92-70  | 86-63  | 94-70 | 72-75 |       |
| - Victoire à domicile - Victoire à l'extérieur - Match non disputé |       |        |        |       |       |        |        |       |       |       |

## Playoffs
|  | Quarts de finale | Quarts de finale          | Quarts de finale       | Quarts de finale | Quarts de finale |    |                        | Demi-finales         | Demi-finales | Demi-finales | Demi-finales | Demi-finales |  |  | Finale | Finale         | Finale | Finale | Finale | Finale | Finale |
|  |                  |                           |                        |                  |                  |    |                        |                      |              |              |              |              |  |  |        |                |        |        |        |        |        |
|  | 1                | Filou Oostende            | 86                     | 85               | -                |    |                        |                      |              |              |              |              |  |  |        |                |        |        |        |        |        |
|  | 8                | Spirou Basket             | 74                     | 51               | -                |    |                        |                      |              |              |              |              |  |  |        |                |        |        |        |        |        |
|  | 8                | Spirou Basket             | 74                     | 51               | -                |    | 1                      | Filou Oostende       | 84           | 87           | -            |              |  |  |        |                |        |        |        |        |        |
|  |                  |                           |                        |                  |                  |    | 1                      | Filou Oostende       | 84           | 87           | -            |              |  |  |        |                |        |        |        |        |        |
|  |                  | 5                         | Hubo Limburg United    | 55               | 60               | -  |                        |                      |              |              |              |              |  |  |        |                |        |        |        |        |        |
|  | 4                | 5                         | Hubo Limburg United    | 55               | 60               | -  | Okapi Aalst            | 77                   | 81           | 85           |              |              |  |  |        |                |        |        |        |        |        |
|  | 4                |                           |                        |                  |                  |    | Okapi Aalst            | 77                   | 81           | 85           |              |              |  |  |        |                |        |        |        |        |        |
|  | 5                | Hubo Limburg United       | 68                     | 86               | 90               |    |                        |                      |              |              |              |              |  |  |        |                |        |        |        |        |        |
|  |                  |                           |                        |                  |                  |    |                        |                      |              |              |              |              |  |  | 1      | Filou Oostende | 68     | 59     | 74     | 69     | -      |
|  |                  | 2                         | Belfius Mons-Hainaut   | 65               | 71               | 68 | 62                     | -                    |              |              |              |              |  |  |        |                |        |        |        |        |        |
|  | 2                | Belfius Mons-Hainaut      | 84                     | 85               | -                |    |                        |                      |              |              |              |              |  |  |        |                |        |        |        |        |        |
|  | 7                | Kangoeroes B. Mechelen    | 60                     | 70               | -                |    |                        |                      |              |              |              |              |  |  |        |                |        |        |        |        |        |
|  | 7                | Kangoeroes B. Mechelen    | 60                     | 70               | -                |    | 2                      | Belfius Mons-Hainaut | 75           | 74           | 86           |              |  |  |        |                |        |        |        |        |        |
|  |                  |                           |                        |                  |                  |    | 2                      | Belfius Mons-Hainaut | 75           | 74           | 86           |              |  |  |        |                |        |        |        |        |        |
|  |                  | 3                         | Telenet Giants Antwerp | 64               | 86               | 76 |                        |                      |              |              |              |              |  |  |        |                |        |        |        |        |        |
|  | 3                | 3                         | Telenet Giants Antwerp | 64               | 86               | 76 | Telenet Giants Antwerp | 82                   | 92           | -            |              |              |  |  |        |                |        |        |        |        |        |
|  | 3                |                           |                        |                  |                  |    | Telenet Giants Antwerp | 82                   | 92           | -            |              |              |  |  |        |                |        |        |        |        |        |
|  | 6                | StellaArtois Leuven Bears | 63                     | 62               | -                |    |                        |                      |              |              |              |              |  |  |        |                |        |        |        |        |        |

## Statistiques

### Meilleurs joueurs par statistiques
| Catégorie                         | Joueur              | Équipe                     | Statistique |
| --------------------------------- | ------------------- | -------------------------- | ----------- |
| Index par match                   | Vladimir Mihailović | Okapi Aalst                | 22.1        |
| Points par match                  | Ryan Kriener        | Stella Artois Leuven Bears | 19.2        |
| Rebonds par match                 | Trevor Thompson     | Kangoeroes Basket Mechelen | 9.4         |
| Contres par match                 | Skylar Spencer      | Belfius Mons-Hainaut       | 1.3         |
| Passes par match                  | Jabril Durham       | Belfius Mons-Hainaut       | 6.5         |
| Interceptions par match           | Jabril Durham       | Belfius Mons-Hainaut       | 1.9         |
| Pourcentage de réussite par match | Skylar Spencer      | Belfius Mons-Hainaut       | 72.7%       |
| Pourcentage à 3 points par match  | Mario Nakic         | Filou Oostende             | 59.1%       |
| Pourcentage aux lancers francs    | Dušan Đorđević      | Filou Oostende             | 97.5%       |

Source : http://euromillionsbasketball.be/individualstats.php?year=x2021&nat=bel
| Catégorie                         | Joueur                 | Équipe                     | Statistique |
| --------------------------------- | ---------------------- | -------------------------- | ----------- |
| Index par match                   | Vladimir Mihailović    | Okapi Aalst                | 26.0        |
| Points par match                  | Vladimir Mihailović    | Okapi Aalst                | 20.7        |
| Rebonds par match                 | Skylar Spencer         | Belfius Mons-Hainaut       | 8.0         |
| Contres par match                 | Tim Lambrecht          | Spirou Basket              | 1.5         |
| Passes par match                  | Jabril Durham          | Belfius Mons-Hainaut       | 5.8         |
| Interceptions par match           | Joshua Heath           | Stella Artois Leuven Bears | 8.0         |
| Pourcentage de réussite par match | Niels Van den Eynde    | Telenet Giants Antwerp     | 75.0%       |
| Pourcentage à 3 points par match  | Bram Bogaerts          | Kangoeroes Basket Mechelen | 100%        |
| Pourcentage aux lancers francs    | Olivier Troisfontaines | Filou Oostende             | 100%        |

Source : http://euromillionsbasketball.be/individualstats.php?year=x2021&nat=bel_ply

### Statistiques équipes
| Catégorie                         | Équipe                     | Statistique |
| --------------------------------- | -------------------------- | ----------- |
| Points par match                  | Telenet Giants Antwerp     | 84.0        |
| Rebonds par match                 | Filou Oostende             | 64.2        |
| Contres par match                 | Spirou Basket              | 5.6         |
| Passes par match                  | Filou Oostende             | 19.0        |
| Interceptions par match           | Limbourg United            | 8.5         |
| Pourcentage de réussite par match | Filou Oostende             | 49.2%       |
| Pourcentage à 3 points par match  | Filou Oostende             | 38.3%       |
| Pourcentage aux lancers francs    | Kangoeroes Basket Mechelen | 79.7%       |

Source : http://euromillionsbasketball.be/total-team-stats?type=all

## Récompenses individuelles

### Joueurs de la semaine
| Nombre | Joueur              | Équipe                      |
| ------ | ------------------- | --------------------------- |
| 4×     | Vladimir Mihailović | Okapi Aalst                 |
| 3×     | Tim Lambrecht       | Spirou Basket               |
| 2×     | Ryan Kriener        | Stella Artois Leuven Bears  |
| 2×     | Skylar Spencer      | Belfius Mons-Hainaut        |
| 1×     | Ioann Iarochevitch  | VOO Liège Basket            |
| 1×     | Silas Melson        | Limbourg United             |
| 1×     | Joshua Heath        | Stella Artois Leuven Bears  |
| 1×     | Jonas Delalieux     | Stella Artois Leuven Bears  |
| 1×     | Yannick Desiron     | Limbourg United             |
| 1×     | Pape Badji          | Okapi Aalst                 |
| 1×     | Jabril Durham       | Belfius Mons-Hainaut        |
| 1×     | Arik Smith          | Belfius Mons-Hainaut        |
| 1×     | Pavle Djurisic      | Phoenix Brussels Basketball |
| 1×     | Marvin Clark        | Kangoeroes Basket Mechelen  |
| 1×     | Alexandre Libert    | Spirou Basket               |
| 1×     | Mario Nakic         | Filou Oostende              |

Source : http://euromillionsbasketball.be/mvpoftheweek?year=x2021

### Euromillions Basketball Awards
Les trophées sont décernés le 9 mai 2021 dans la mi-temps de la rencontre entre les Telenet Giants Antwerp et Filou Oostende,.
Meilleur joueur (MVP)
- Vladimir Mihailović (Okapi Aalst)

Meilleur joueur belge
- Loïc Schwartz (Filou Oostende)

Meilleur jeune
- Vrenz Bleijenbergh (Telenet Giants Antwerp)

Meilleur entraîneur
- Vedran Bosnić (Belfius Mons-Hainaut)

Meilleur arbitre
- Renaud Geller

## Clubs engagés en Coupe d'Europe
Lors de la saison 2020-2021, deux clubs belges sont engagés au sein de deux compétitions européennes : Filou Oostende et Belfius Mons-Hainaut .

### Ligue des Champions
Filou Oostende, champion belge en titre est directement qualifié pour la saison régulière de la Ligue des champions. L'équipe termine à la 3e place du groupe H et se fait donc éliminer de la Ligue des champions.
Belfius Mons-Hainaut est engagé dans le tournoi de qualification de la Ligue des champions. Mons passe le premier tour de qualification mais se fait éliminer dans le deuxième et dernier tour par les Bakken Bears. 
| Équipe               | Qualifications                                | Qualifications                                | Saison régulière | Saison régulière | Playoffs | Playoffs       | Bilan général  |
| Équipe               | Résultat                                      | Vic-Déf (%Vic)                                | Résultat         | Vic-Déf (%Vic)   | Stade    | Vic-Déf (%Vic) | Vic-Déf (%Vic) |
| -------------------- | --------------------------------------------- | --------------------------------------------- | ---------------- | ---------------- | -------- | -------------- | -------------- |
| Filou Oostende       | Directement qualifié pour la saison régulière | Directement qualifié pour la saison régulière | groupe H         | 2 - 4 (33%)      | Éliminé  | Éliminé        | 2 - 4 (33%)    |
| Belfius Mons-Hainaut | Finale Groupe A                               | 1 - 1 (50%)                                   | Éliminé          | Éliminé          | Éliminé  | Éliminé        | 1 - 1 (50%)    |

### Coupe d'Europe FIBA
Belfius Mons-Hainaut qui s'est fait éliminer en finale des qualifications de la Ligue des champions est reversé dans le groupe A de la Coupe d'Europe FIBA. Mons termine troisième du groupe A et finit dans les quatre meilleurs troisièmes de tous les groupes. Mons bat le BC Prometey en huitièmes de finale sur le score de 88-81. L'aventure européenne se termine en quarts de finale face aux polonais de Stal Ostrow sur le score de 66-73.
| Équipe               | Qualifications                                | Qualifications                                | Saison régulière | Saison régulière | Playoffs         | Playoffs       | Bilan général  |
| Équipe               | Résultat                                      | Vic-Déf (%Vic)                                | Résultat         | Vic-Déf (%Vic)   | Stade            | Vic-Déf (%Vic) | Vic-Déf (%Vic) |
| -------------------- | --------------------------------------------- | --------------------------------------------- | ---------------- | ---------------- | ---------------- | -------------- | -------------- |
| Belfius Mons-Hainaut | Directement qualifié pour la saison régulière | Directement qualifié pour la saison régulière | groupe A         | 1 - 2 (33%)      | Quarts de finale | 1 - 1 (50%)    | 2 - 3 (40%)    |